# Comuna Hrozove, Bilozerka
Hrozove (în ucraineană Грозове) este o comună în raionul Bilozerka, regiunea Herson, Ucraina, formată din satele Hrozove (reședința) și Parîșeve.

## Demografie
Componența lingvistică a comunei Hrozove
     Ucraineană (81,26%)
     Rusă (6,99%)
     Alte limbi (1,04%)
Conform recensământului din 2001, majoritatea populației comunei Hrozove era vorbitoare de ucraineană (81,26%), existând în minoritate și vorbitori de rusă (6,99%).